# Ландтаг Северного Рейна-Вестфалии
Ландтаг Северного Рейна-Вестфалии (нем. Landtag Nordrhein-Westfalen) является законодательным органом власти (ландтагом) немецкой земли Северный Рейн-Вестфалия, который созывается в её столице Дюссельдорф, в восточной части района Хафен. Ландтаг является центральным законодательным органом в политической системе Северного Рейна-Вестфалии. В дополнение к принятию законов его важнейшими задачами являются избрание земельного министра-президента и правительства. Нынешнее правительство является коалиционным, и состоит из двух партий: Христианско-демократического союза (ХДС) и Свободной демократической партии (СвДП), кабинет министров возглавляет Хендрик Вюст с октября 2021 года.
Последние выборы состоялись 15 мая 2022 года.

## Структура
Ландтаг состоит из как минимум 181 депутата, которые избирается на пятилетний срок прямым всеобщим голосованием и в соответствии по пропорциональной избирательной системе и методу Сент-Лагю.
Все 181 место распределяется по партийному списку, при условии, что партия выиграла 5% голосов на уровне земли. Если партия выиграла одномандатные избирательные участки, то она получает только места по одномандатным округам..
В период с 1950 по 1970 год ландтаг Северного Рейна-Вестфалии избирался на четырехлетний срок.
Большая часть работы парламента проводится в комитетах, а не на пленарных заседаниях (включая всех членов парламента). В целом, члены государственного парламента являются карьерными политиками и сидят вместе в зависимости от того, к какой партии они принадлежат. В начале каждого законодательного периода члены парламента избирают Президиум, который возглавляет президент парламента (в отличие от министра-президента) и Совет старейшин (Ältestenrat), который по существу является советом по оказанию помощи управленческим вопросы. Кроме того, в этот период заполняются места в комитете.

## Нынешний состав
| Партия | Партия                                        | %      | Мест      |
| ------ | --------------------------------------------- | ------ | --------- |
|        | Христианско-демократический союз (ХДС)        | 33,0 % | 72 из 199 |
|        | Социал-демократическая партия Германии (СДПГ) | 31,2 % | 69 из 199 |
|        | Свободная демократическая партия (СвДП)       | 12,6 % | 28 из 199 |
|        | Альтернатива для Германии (АдГ)               | 7,4 %  | 16 из 199 |
|        | Союз 90/Зелёные (Зелёные)                     | 6,4 %  | 14 из 199 |